# Vemdalen
Vemdalen – miejscowość (tätort) w Szwecji, w regionie administracyjnym (län) Jämtland, w gminie Härjedalen. Leży u stóp szwedzkiej części Gór Skandynawskich. Jest bazą narciarską i ośrodkiem sportowym. Według ostatniego spisu ludności w miejscowości mieszka 547 osób.
Tutejszy ośrodek narciarski oferuje 51 tras oraz 30 wyciągów. W latach 90. odbywały się tutaj zawody Pucharu Świata w narciarstwie alpejskim.